# Mtscheta (stad)
Mtscheta (Georgisch: მცხეთა) is een stad in centraal-Georgië met ongeveer 7.400 inwoners (2024), gelegen in de regio Mtscheta-Mtianeti, net buiten hoofdstad Tbilisi. Het is het bestuurlijk centrum van de gelijknamige gemeente en was van de 3e eeuw v.Chr. tot de 5e eeuw de hoofdstad van Koninkrijk Iberië. De stad is gesitueerd op ongeveer 480 meter boven zeeniveau aan het oostelijk uiteinde van de Kvernakebi-bergrug, bij de samenvloeiing van de Aragvi en Mtkvari rivieren.
Mtscheta is een van de belangrijkste toeristische bestemmingen in Georgië, vanwege de Svetitschoveli-kathedraal. In Mtscheta begon in de 4e eeuw de evangelisering van Georgië door de heilige Nino.

## Toponiem
De naam Mtscheta zou volgens de mythologie afkomstig zijn van de Georgische historische held Mtschetos, de zoon van Kartlos, stichter van Georgië.

## Geschiedenis

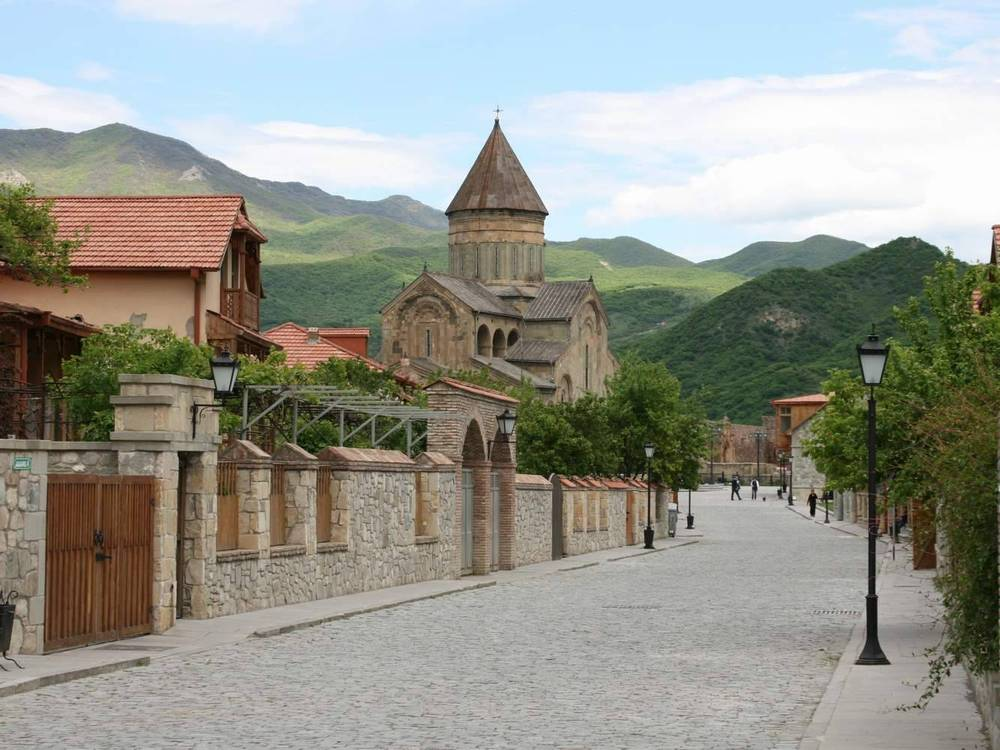
Centrum van Mtscheta

Archeologische vondsten hebben aangetoond dat er vanaf het 2e millennium voor Christus menselijke nederzettingen waren in het gebied van Mtcheta. Talrijke graven uit de bronstijd bewijzen dat Mtscheta in die periode al een belangrijke nederzetting was. Mtscheta zou medio 6e-5e eeuw v.Chr. gesticht zijn, en heette oorspronkelijk "Kartli". Tijdens het bewind van de Parnavaziërs werd met de bouw van de stad Mtscheta begonnen als hoofdstad van het Koninkrijk Iberië en bestond toen uit verschillende onafhankelijke districten, waaronder ook aan de overkant van de Mtkvari. Door de eeuwen heen vonden er diverse invallen plaats om de controle over het Iberische koninkrijk. In de jaren 30 van de 4e eeuw kwam de heilige Nino vanuit Dzjavavheti naar Mtscheta.
Dit werd een keerpunt in de Georgische geschiedenis. Nino verzorgde hier zieken en evangeliseerde de Georgiërs. De koning Mirian III van Iberië hoorde over haar en bekeerde zich tot het christendom, net zoals zijn vrouw en koningin Nana eerder. De inwoners van Iberië volgden niet veel later hun voorbeeld en lieten zich dopen in de rivier de Aragvi, in Mtscheta. In de 6e eeuw verplaatste koning Goearam I de hoofdstad naar Tbilisi. Mtscheta bleef hierna een belangrijke plaats, doordat het aan de kruising van een aantal belangrijke wegen lag, ook al stond het in de schaduw van Tbilisi. In 1930 werd Mtscheta het bestuurlijk centrum van het rajon Mtscheta, en kreeg het in 1956 de stadsstatus.

## Demografie

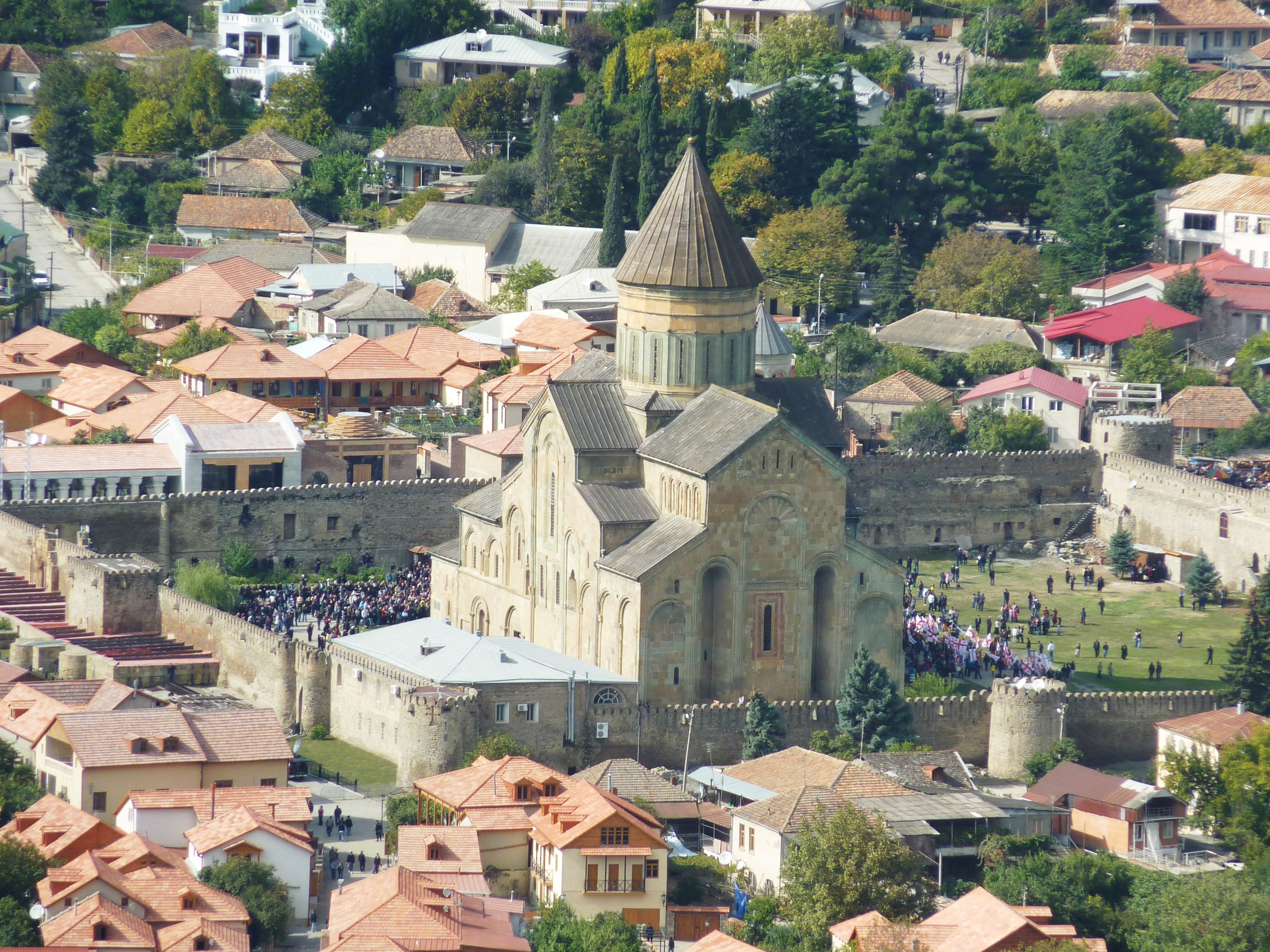
Ommuurde Svetitschoveli-kathedraal

Begin 2024 had Mtscheta 7.392 inwoners, een daling van 7% sinds de volkstelling van 2014.
| Aantal                                                           | - | 1.284 | 3.077 | 7.131 | 7.051 | 6.860 | 9.588 | 7.718 | 7.940 | 7.584 | 7.392 |
| Verantwoording data: Bevolkingsstatistiek Georgië 1897 tot heden |   |       |       |       |       |       |       |       |       |       |       |

### Etniciteit
De bevolking van Mtscheta bestond volgens de volkstelling van 2014 voor het overgrote deel uit etnisch Georgiërs (96,5%). De Osseetse, Russische en Armeense gemeenschappen zijn elk ongeveer 60 inwoners groot (0,8%), gevolgd door enkele tientallen Jezidi's (0,5%) en Oekraïners (0,4%). In 1923 was de Armeense gemeenschap nog een derde van de bevolking van Mtscheta.

## Bezienswaardigheden
De oude kern van het stadje ligt rond de Svetitschoveli-kathedraal, de veruit belangrijkste bezienswaardigheid van nationale proporties.
- De van oorsprong 4e-eeuwse Svetitschoveli-kathedraal, in Mtscheta geldt als een van de monumentale hoogtepunten van de Georgische christelijke vorming. De huidige kathedraal stamt uit de 11e eeuw.
- Het aan de overzijde van de Aragvi gelegen Dzjvariklooster bij Mtscheta is een uit de 6e eeuw stammend klooster op een heuvel die uitzicht biedt over Mtscheta. Hier zou de heilige Nino, die Georgië tot het christendom bekeerde, koning Mirian III van Iberië hebben gekerstend, waarna de koning het christendom als staatsgodsdienst verklaarde.

Beiden zijn UNESCO werelderfgoed-monumenten.

## Vervoer

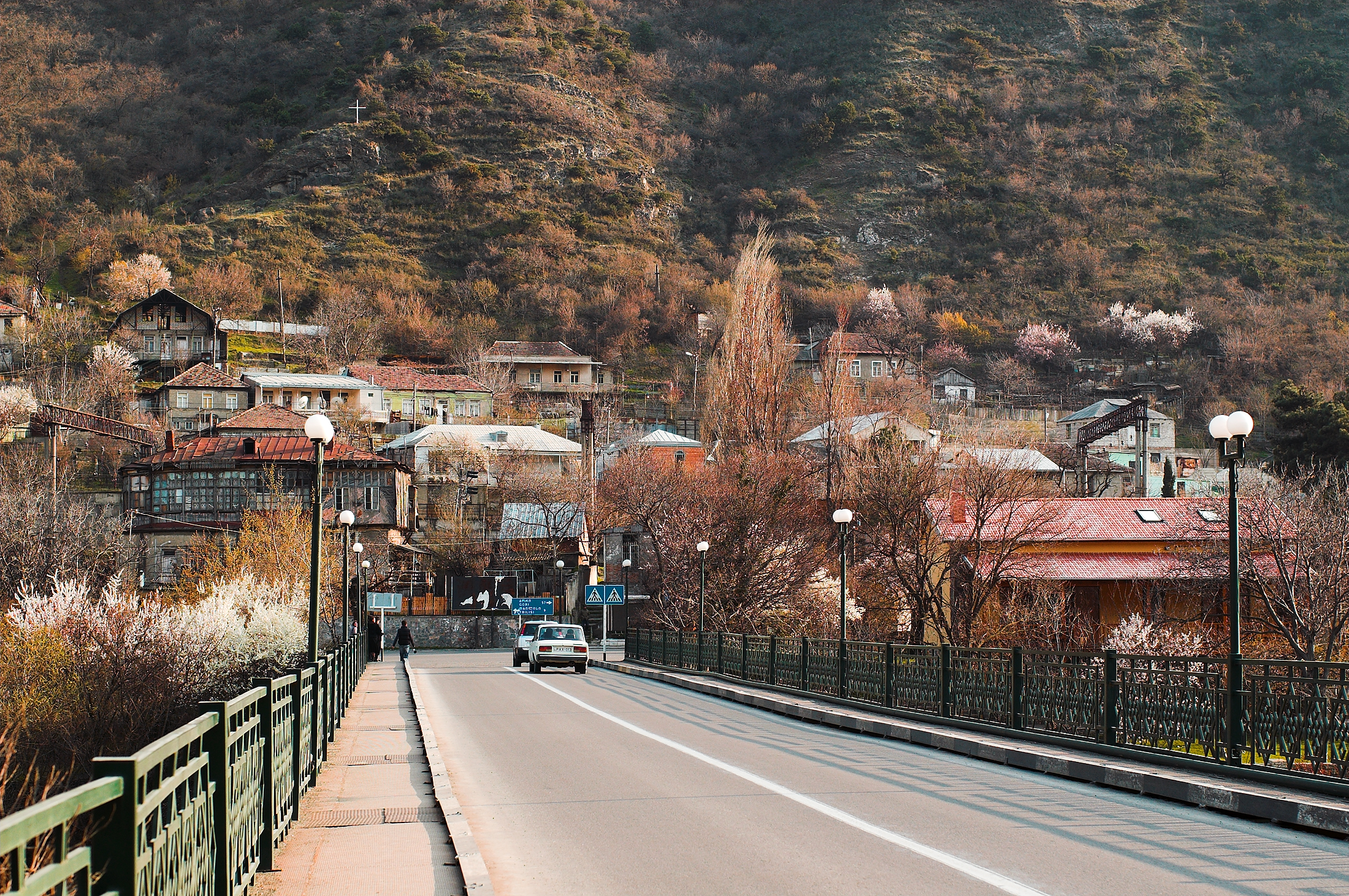
De zuidelijke toegangsweg over de Mtkvari

De belangrijkste weg langs de stad is de route van internationaal belang S1 (E60), die in de vorm van een autosnelweg aan de overzijde van de Aragvi de stad passeert. De kern van Mtscheta is vanaf deze autosnelweg ontsloten door de nationale route Sh64 vanaf de noordzijde en de Sh29 vanaf Tbilisi. Deze weg is een belangrijke interregionale verbinding langs de voet van het Trialetigebergte en de zuidoever van de Mtkvari via het dorp Saschori naar de steden Gori, Kareli en Chasjoeri.
De Tbilisi - Poti / Zoegdidi / Batoemi spoorlijn komt sinds 1872 door Mtscheta en heeft hier een station. Ten noorden van de stad ligt het private Vliegveld Natachtari waar vandaan vluchten naar Mestia en Ambrolaoeri vertrekken.

## Stedenbanden
Mtscheta onderhoudt stedenbanden met:
- Bratislava, Slowakije
- Etsjmiadzin, Armenië
- Fındıklı, Turkije
- Giżycko, Polen
- Hikone, Japan
- Irpin, Oblast Kiev, Oekraïne
- Kuldīga, Letland
- Myrhorod, Oblast Poltava, Oekraïne
- Nesebar, Bulgarije
- Pereiaslav, Oblast Kiev, Oekraïne
- Savigny, Frankrijk
- Trakai, Litouwen
- Ünye, Turkije

## Sport
WIT Georgia is de belangrijkste voetbalclub van Mtscheta en speelt op nationaal niveau. Tot 2011 speelde de club in Tbilisi en won het de Georgische landstitels van 2004 en 2009. Sinds 2011 speelt WIT Georgia in Mtscheta.

## Geboren
- Giorgi Ovasjvili (1963), filmregisseur en scenarioschrijver.
- Anna Dogonadze (1973), Olympisch trampolineturnster, sinds 1998 genaturaliseerd Duitse.